# Kociołek
Kociołek (prononciation : [kɔˈt͡ɕɔwɛk]) est un village polonais de la gmina de Gniewoszów dans le powiat de Kozienice de la voïvodie de Mazovie dans le centre-est de la Pologne.
Le village possède approximativement une population de 90 habitants en 2006.

## Histoire
De 1975 à 1998, le village appartenait administrativement à la voïvodie de Radom.